# Billboard Perú
Billboard Perú es una revista de entretenimiento y una lista especializada en información sobre la industria musical en Perú. Fue lanzada el 1 de junio de 2023, dirigida por Francis López.
Billboard Perú incluye: Hot 100 artistas peruanos, Hot 100 Perú, y Top 10 artistas de la semana. Publica piezas que involucran entrevistas, análisis de tendencias de la industria, reseñas de shows y lanzamientos, noticias, videos, opinión, eventos, estilo Billboard.